# Tau1 Arietis
Tau1 Arietis este o stea din constelația Berbecul.
1. ↑  Gaia Early Data Release 3